# Cross processing
Il cross-processing è una tecnica di sviluppo fotografico che altera in modo imprevedibile i colori della foto su cui viene applicata. Tipicamente si ottiene quando una diapositiva viene sviluppata con il bagno di un negativo C22 anziché con il normale bagno E4. Questa tecnica, conosciuta anche con il nome di XPro, viene scoperta per caso da diversi fotografi indipendentemente l'uno dall'altro, a seguito di un errore. È ampiamente utilizzata già a partire dagli anni '60. 

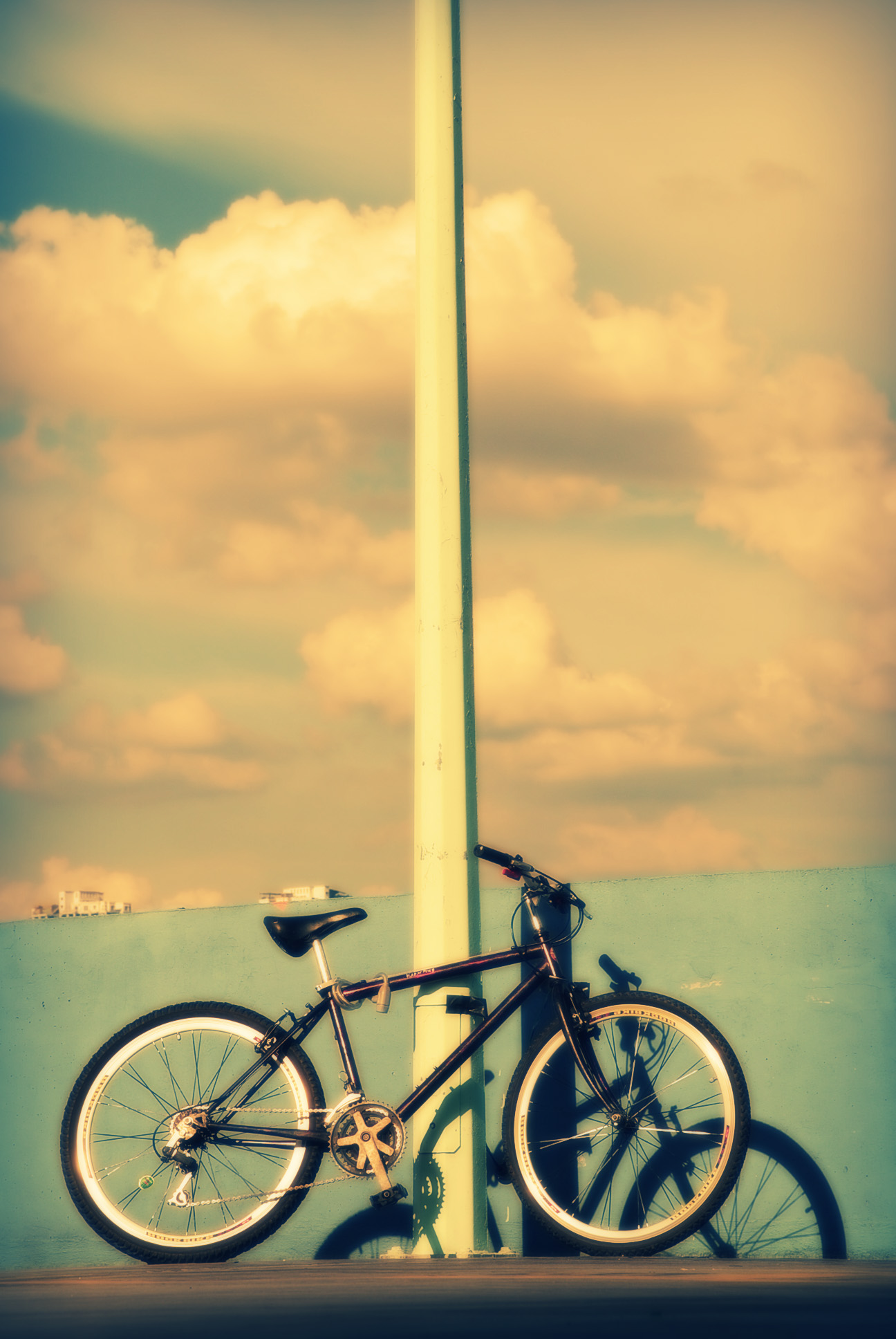
Un'immagine con cross-process applicato

Solitamente è consigliabile applicare una sovraesposizione di 2 stop per garantire un risultato ottimale, ma questa tecnica è soggetta a varia sperimentazione e i risultati sono raramente prevedibili. Il risultato ha solitamente un contrasto forte e forti dominanti gialle, verdi e turchesi, chiaramente visibili e che danno alla foto un'atmosfera fiabesca e irreale.

## Metodo tradizionale
Solitamente viene applicato uno di questi metodi:
- si sviluppa una pellicola a colori positiva in un bagno C-41. Ne risulta un'immagine negativa su una base priva di colore.
- si sviluppa una pellicola a colori negativa in un bagno E-6. Ne risulta un'immagine positiva con la base aranciata di una negativa correttamente sviluppata.
- si sviluppa una pellicola a colori (positiva o negativa) in un bagno per bianco e nero
- si sbiancano i colori di pellicole sviluppate in bianco e nero, quindi si ri-espone alla luce e si ri-processa con il bagno chimico normale. In questi casi si ottengono contrasto basso e effetti pastellati.

## Metodo digitale
L'effetto è replicabile (e perfettamente controllabile) anche in digitale, agendo sullo strumento curve o livelli di software come Adobe Photoshop. 
Oggi l'effetto cross-processing è reso famoso dall'applicazione Instagram.